# Isabel Picenoni
Isabel Picenoni (2 luglio 1972) è un'ex sciatrice alpina svizzera.

## Biografia
Specialista delle prove veloci originaria di Bondo, la Picenoni  debuttò in campo internazionale in occasione dei Mondiali juniores di Geilo/Hemsedal 1991, dove vinse la medaglia d'argento nel supergigante; in Coppa del Mondo ottenne il primo piazzamento l'11 gennaio 1992 a Schruns in discesa libera (30ª), conquistò il miglior risultato il giorno successivo nella medesima località in combinata (10ª) e prese per l'ultima volta il via l'11 marzo 1995 a Lenzerheide in discesa libera, senza completare quella che sarebbe rimasta l'ultima gara della sua carriera. Non prese parte a rassegne olimpiche o iridate.

## Palmarès

### Mondiali juniores
- 1 medaglia:
  - 1 argento (supergigante a Geilo/Hemsedal 1991)

### Coppa del Mondo
- Miglior piazzamento in classifica generale: 74ª nel 1992